# John Baxter (Regisseur)
John Philip Baxter (* 31. Dezember 1896 in Foots Cray, Kent; † 15. Februar 1975 in London) war ein britischer Filmregisseur und -produzent.

## Leben
Baxter war zunächst als Eisenbahner eingestellt und startete nach Erfahrungen als Truppenbetreuer im Ersten Weltkrieg nach dessen Ende eine Karriere als Sänger. Nach Erfahrungen als Manager von Kollegen und Schauspielern bekam er mit dem Beginn der Tonfilmzeit die Gelegenheit, beim Film zu wirken. Für die Shepperton Studios war er zunächst als Casting-Leiter, dann als Regisseur beschäftigt. Sein Debütfilm Taking Ways bestand aus zahlreichen Music-Hall-Nummern, die die kurze Handlung auf abendfüllende Länge brachten. Bereits sein zweiter Film brachte ihm aufgrund des ungewöhnlichen Schauplatzes Aufmerksamkeit; Doss House war ein in einem Obdachlosenasyl spielendes Melodram.
Er drehte nun Film auf Film. Nach einem Wechsel zu den Twickenham Studios gründete er mit einem Geschäftspartner „Baxter and Barter Productions“, aus denen später „UK Films“ erwuchsen. Nach dem Zusammenbruch des englischen Quoten-Systems, das einen bestimmten Prozentsatz britischer Filme bestimmt hatte, gingen viele Produktionsgesellschaften bankrott; Baxter wechselte zur British National, wo er bis 1943 verweilte. Nach Erfahrungen mit unabhängigen Firmen und einigen Filmen mit der britischen Antwort auf Shirley Temple, Hazel Ascot, kümmerte sich Baxter ab den 1950er Jahren – er hatte noch den Debütfilm der Group 3, The Second Mate, und nach dem Zweiten Weltkrieg einige auf Kinder zugeschnittene Werke inszeniert – vornehmlich um die Produktion. Von 1960 bis 1968 war er Programmleiter der Television Wales and the West (TWW).
Seine Filme sind wenig beeindruckend, oftmals sentimental und mit melodramatischen Tönen versehen; sie wirken heute sehr antiquiert. Eine Ausnahme ist Love on the Dole, der das Thema Armut in vorher selten zu sehender Weise darstellte (und Deborah Kerrs Debüt war); dieses Thema wird in seinem Schaffen wiederholt thematisiert, wenn er sich nicht, wie v. a. während des Zweiten Weltkrieges und der Inszenierung der Bud Flanagan/Chesney-Allen-Filme und einigen der Serie um Arthur Lucans „Old Mother Riley“, der puren Unterhaltung verschrieben hatte.

## Filmografie (Auswahl)
- 1931: Taking Ways
- 1932: Doss House
- 1941: Love on the Dole
- 1947: Kalle räumt auf (Bothing venture)
- 1949: Freunde durch dick und dünn (Three Bags Full)
- 1950: Das Drachenschloß (The Dragon of Pendragon Castle)
- 1951: The Second Mate
- 1956: Ramsbottom Rides Again